# Hajrudin Hadžiselimović
Hajrudin Hadžiselimović (1914. – 1981.) bio je znanstvenik i redovni član Akademije znanosti i umjetnosti BiH.

## Životopis
Rođen je u Banjoj Luci, živio je u mjestu Donji Varoš, Kotor-Varoš. Osnovno obrazovanje stekao je u rodnom gradu, a srednjoškolsko u Banjoj Luci. Medicinski fakultet završio je u Beogradu, 1940. godine; na matičnom fakultetu, zaposlio se na predmetu anatomija. Odmah po osnivanju Medicinskog fakulteta u Sarajevu, izabran je za nastavnika u svojstvu docenta kod profesora Jakova Kiljmana. Službu šefa Instituta i Katedre za anatomiju Medicinskog fakulteta u Sarajevu obnašao je od 1949. godine.
Vršio je službu prodekana Medicinskog fakulteta 1953./54., a dekana od 1964./65. do 1966./67. godine. 
Redovni član ANUBiH bio je od 1973. godine te počasni član Njujorške akademije znanosti, Društva anatoma SSSR-a, Austrijskog ljekarskog društva, kao i Društva američkih medicinskih autora. Uredio je prigodne almanahe o proslavi 25. i 30. obljetnice Medicinskog fakulteta. Godine 1972. osnovao je časopis Folia Anatomica Iugoslavica i bio je njezin glavni urednik. Dobitnik je brojnih društvenih priznanja, između ostalog, 27-srpanjske nagrade za znanstveni rad i Šestoaprilske nagrade grada Sarajeva. Umro je u Sarajevu 1981. godine.

## Vanjske poveznice
- http://www.unsa.mf%5Bneaktivna+poveznica%5D